# ملعب ناريندرا مودي
ملعب ناريندرا مودي هو ملعب كريكت يقع في أحمد آباد،غوجارات،الهند ويعتبر أكبر ملعب في العالم حيث يتسع 132 ألف مشجع.